# Madagassophora hova
Madagassophora hova är en mångfotingart som först beskrevs av de Saussure et Zehntner 1902.  Madagassophora hova ingår i släktet Madagassophora och familjen Scutigerinidae.
Artens utbredningsområde är Madagaskar. Inga underarter finns listade i Catalogue of Life.